# Assembleia Nacional (Governo de Beiyang)
A Assembleia Nacional formada entre 1912 e 1913 foi a primeira forma de poder legislativo moderno adotado pela China. ela foi composta em 1911 para eleger o Presidente da República da China durante as Eleições presidenciais provisórias chinesas; Posteriormente ocorreram as eleições para a Assembleia Nacional Chinesa de 1912, primeiras eleições que contaram com voto da população chinesa na história chinesa.